# Darby's Rangers
Darby's Rangers is een Amerikaanse oorlogsfilm uit 1959 onder regie van William A. Wellman.

## Verhaal
William Darby staat aan het hoofd van een groep belangrijke stoottroepen tijdens de Tweede Wereldoorlog. Zijn manschappen worden opgeleid voor opdrachten achter de frontlinies in Noord-Afrika en Italië.

## Rolverdeling
| Acteur              | Personage                    |
| ------------------- | ---------------------------- |
| James Garner        | William Orlando Darby        |
| Etchika Choureau    | Angelina De Lotta / Dittmann |
| Jack Warden         | Saul Rosen / Verteller       |
| Edd Byrnes          | Arnold Dittmann              |
| Venetia Stevenson   | Peggy McTavish               |
| Torin Thatcher      | Sergeant McTavish            |
| Peter Brown         | Rollo Burns                  |
| Joan Elan           | Wendy Hollister              |
| Corey Allen         | Pittsburgh Tony Sutherland   |
| Stuart Whitman      | Hank Bishop                  |
| Murray Hamilton     | Sims Delancey                |
| William Wellman jr. | Eli Clatworthy               |
| Andrea King         | Sheilah Andrews              |
| Adam Williams       | Heavy Hall                   |
| Frieda Inescort     | Lady Hollister               |